# BA-126
La carretera BA-126 es de titularidad de la Diputación de Badajoz. Su categoría es de carretera local. Su denominación es   BA-126  , de Santa Marta (Badajoz) a Entrín Bajo a su paso por Entrín Alto.

## Distancia
La carretera tiene una distancia total de 15 kilómetros, además se une en Santa Marta (Badajoz) con el desvío de la    N-432  y en Entrín Bajo con la      BA-055 .

## Peligros
La carretera no tiene peligro alguno, aunque escasea de arcén es de trazado firme y con pocas curvas.
La carretera se puede decir que "bordea" la Rivera del Entrín.

## Modificaciones
La carretera no ha sufrido modificaciones desde su creación, aunque la obra más reciente realizada tuvo lugar en 2010, con una señalización, una pintura de vía y un asfalto nuevo.

## Velocidades
No disponemos información sobre la velocidad máxima, pero tiene una aconsejable de 50 km./h.
Esta totalmente prohibido el tránsito de camiones que superen las 20 toneladas de peso.
- Datos: Q5643635